# Tessali
I Tessali erano un popolo che abitava l'antica Grecia (moderna Tessaglia).
Si sa che, in tempi antichissimi, furono spinti verso Epiro e poi fuori dalla Grecia per opera di altri popoli greci (Dori, Eoli, Macedoni) e così giunsero nella Magna Grecia (Riva dei Tessali di Castellaneta nella Provincia di Taranto). 
Secondo un mito, Ravenna è stata fondata proprio dai Tessali. 